# Eleccions generals espanyoles de 1879

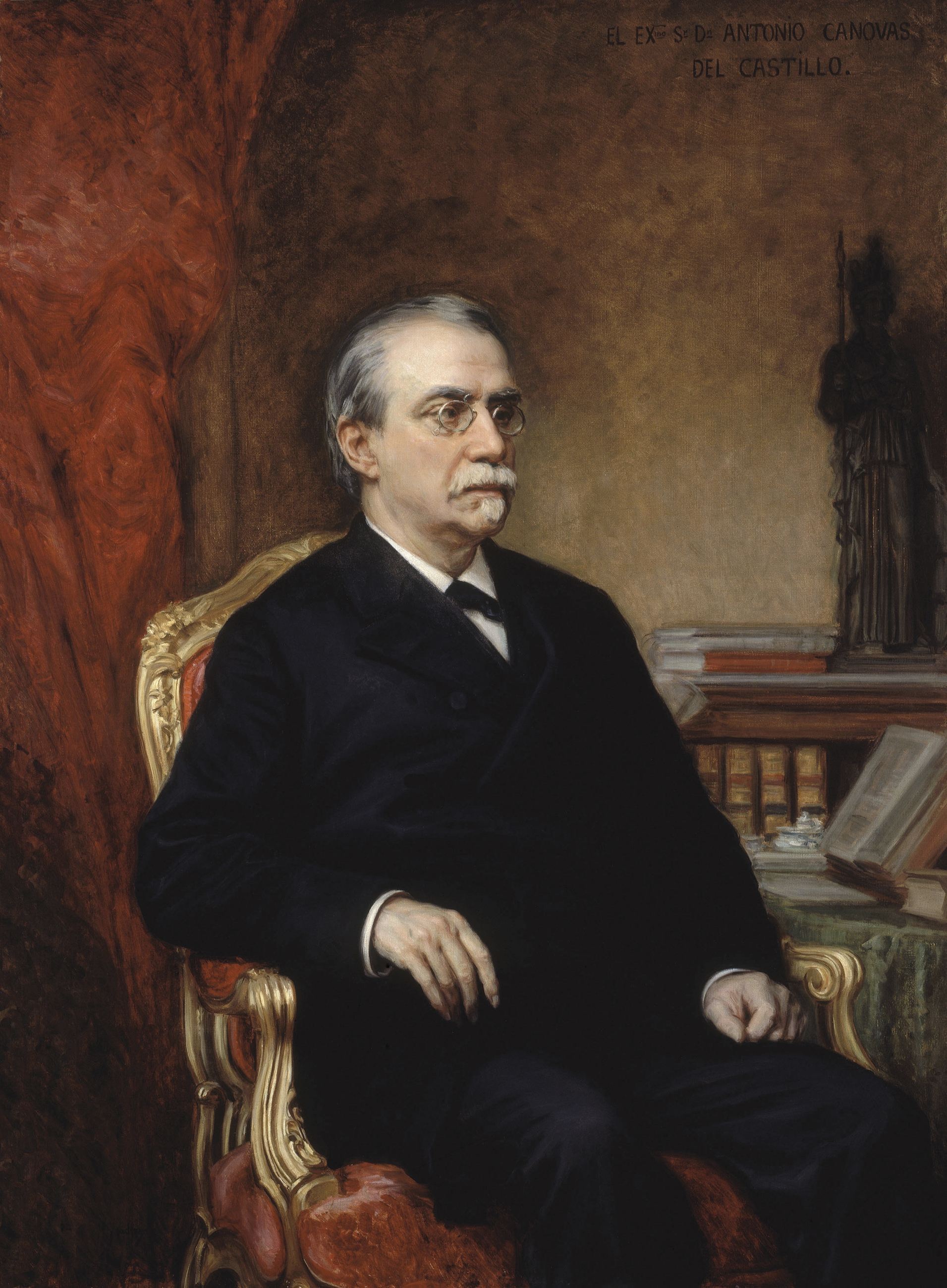
El conservador Cánovas del Castillo, cap de govern després de les eleccions de 1879

Les eleccions generals espanyoles de 1879 foren convocades el 20 d'abril de 1879 sota sufragi censatari, establit en la nova constitució de 1876, i que reduí el nombre d'electors a 840.000. En total foren escollits 392 diputats, endemés dels 15 de Puerto Rico i 24 de Cuba.
Vencé per majoria el Partit Liberal Conservador, dirigit per Antonio Cánovas del Castillo. El Partit Constitucional de Sagasta va quedar segon, intentant aplegar les forces dels antics republicans que havien acceptat la monarquia. Posteriorment aplegaria altres faccions de caràcter liberal i crearia el Partit Liberal Fusionista. Els republicans van obtenir resultats poc significatius.
Fou elegit president del Congrés el conservador Adelardo López de Ayala, substituït el gener de 1880 per Francisco de Borja Queipo de Llano, Comte de Toreno, i com a president del Senat Manuel García Barzanallana. El cap de govern fou Antonio Cánovas del Castillo. Per tal d'evitar lluites polítiques que desgastin la monarquia, pacta amb Sagasta establir un torn de govern entre els dos partits de manera pacífica i el 1881 es convoquen noves eleccions

## Composició de la Cambra
| ← Eleccions generals espanyoles, 20 d'abril de 1879 → |        |                               |
| Partit                                                | Escons | Líder                         |
| Partit Liberal Conservador                            | 295    | Antonio Cánovas del Castillo  |
| Partit Constitucional                                 | 64     | Práxedes Mateo Sagasta        |
| Partit Moderat                                        | 9      | Alejandro Pidal y Mon         |
| Partit Progressista Demòcrata                         | 8      | Cristino Martos Balbi         |
| Partit Demòcrata                                      | 6      | Emilio Castelar               |
| Ultramoderats independents                            | 2      | Ramón de Altarriba            |
| Unió Basca                                            | 1      | Fidel Sagarminaga y de Epalza |
| Independents                                          | 4      |                               |
| No establerts                                         | 3      |                               |

## Resultats per circumscripcions

### Catalunya
- Barcelona
  - Víctor Balaguer i Cirera (Partit Constitucional)
  - Antoni de Barnola (Conservador)
  - Pere Bosch i Labrús (Conservador)
  - Manuel Camacho Fernández (Conservador)
  - Emilio Castelar (Partit Demòcrata)
  - Manuel Duran i Bas (Conservador)
  - Francesc López Fabra (Conservador)
  - Marià Maspons i Labrós (Conservador)
  - Josep Maria Nadal i Vilardaga (Conservador)
  - Frederic Nicolau i Condeminas (Conservador)
  - Enrique de Orozco y de la Puente (Conservador)
  - Joan Baptista Orriols i Comas (Conservador)
  - Josep Maria Planas i Casals (Conservador)
  - Josep Puig i Llagostera (Conservador)
  - Eduard Reig i Carreras (Partit Constitucional)
  - Francesc de Paula Rius i Taulet (Partit Constitucional)
  - Antoni Sedó Pàmies (Conservador)
  - Pau Turull i Comadran (Conservador)
  - Joaquim Valentí i Fontrodona (Conservador)
- Girona
  - José Álvarez Mariño (Conservador)
  - Albert Camps i Armet (Conservador)
  - Pelagi de Camps i de Matas (Conservador)
  - Josep Florejachs i de Berart (Conservador)
  - Fèlix Macià i Bonaplata (Conservador)
  - Ferran de Moradillo i Patxot (Partit Constitucional)
  - Narcís Pagès i Prats (Conservador)
  - Salvador Torroella i Marimon (Conservador)
  - Agustí Vilaret i Cendrich (Conservador)
- Lleida
  - Manuel Alonso Martínez (Partit Constitucional)
  - Joaquim Bañeres i Gordell (Conservador)
  - Rafael Cabezas Montemayor (Conservador)
  - Miguel Cabezas Montemayor (Conservador)
  - José Canalejas Casas
  - Federico Hoppe y Rute (Conservador)
  - José Porrúa y Moreno (Conservador)
  - Ramon Soldevila i Claver (Conservador)
  - Manuel Vivanco Menchaca (Conservador)
- Tarragona
  - Albert Bosch i Fustegueras (Conservador)
  - Josep Brunet Illa (Conservador)
  - Joaquim Castellarnau i Balcells (Conservador)
  - Josep Castellet i Sampsó (Liberal)
  - Josep Maria Despujol i Dusay, comte de Fonollar (Conservador)
  - Josep Ferrer i Forés (Conservador)
  - Plàcid-Maria de Montoliu i de Sarriera, marquès de Montoliu (Conservador)
  - Marià Pons i Espinós (Conservador)
  - Pere Antoni Torres i Jordi (Liberal)

### Illes Balears
- Gregorio Ayneto Echevarría (Conservador)
- Josep Cotoner Allendesalazar, comte de Sallent (Conservador)
- Carles Crestar Penas (Conservador)
- Joan Antoni Fuster i Dezcallar (Conservador)
- Josep Maria Martorell i Fivaller (Conservador)
- Antoni Palau de Mesa
- Joaquim Togores Fábregas (Conservador)

### País Valencià
- Alacant
  - Gregorio Cruzada Villaamil (Conservador)
  - Luis Figuera Silvela (Conservador)
  - Alejandro Groizard y Gómez de la Serna (Conservador)
  - Eleuterio Maisonnave Cutayar (Partit Demòcrata)
  - José Moreno Leante (Conservador)
  - Arturo de Pardo Inchausti (Conservador)
  - Juan Sala Feliu (Conservador)
  - José María Santonja y Almella (Conservador)
  - Adrián Viudes Girón, marquès de Río Florido (Conservador)
- Castelló
  - Jaime Álvarez de las Asturias Bohorques y Guiráldez (Conservador)
  - Jerónimo Antón Ramírez (Conservador)
  - Victorino Fabra Adelantado (Conservador)
  - Bernardo Gómez Herrando (Partit Moderat)
  - Domingo Herrero Sebastián (Conservador)
  - Gregorio Jiménez García Palacios (Conservador)
  - Ramón Lorite Sabater
  - Juan de la Mata Zorita (Liberal)
- València
  - Rafael Atard Llobell (Conservador)
  - Ramón Aranaz (Conservador)
  - Eduardo Castañón Albizua (Conservador)
  - Manuel Danvila y Collado (Conservador)
  - Pasqual Dasí i Puigmoltó, comte de Bétera (Conservador)
  - Miguel Galiano Talens Tejedor y Ulloa, marqués de Montortal (Conservador)
  - Francisco de Laiglesia y Auset (Conservador)
  - Eduardo Maestre Tovia (Conservador)
  - Cristino Martos Balbi (Partit Progressista Demòcrata)
  - Luis Mayans y Enríquez de Navarra (Conservador)
  - Manuel Pérez de Junquitu y Gómez de Barreda, marques de Casa Ramos (Conservador)
  - Manuel Reig Fourquet (Conservador)
  - Antonio de Romrée y Paulin, marquès de Roncali (Conservador)
  - Trinitario Ruiz Capdepón (Partit Constitucional)
  - Manuel de Salamanca Negrete (Partit Constitucional)
  - Arcadio Tudela y Martínez (Conservador)